# Acacia sedifolia
Acacia sedifolia é uma espécie de leguminosa do gênero Acacia, pertencente à família Fabaceae.